# Jake Weber (baloncestista)
Forest John "Jake" Weber (Rushville, Indiana, 18 de marzo de 1918-6 de enero de 1990) fue un jugador de baloncesto estadounidense que disputó una temporada en la BAA. Con 1,98 metros de estatura, jugaba en la posición de pívot.

## Trayectoria deportiva

### Universidad
Su carrera universitaria transcurrió con los Boilermakers de la Universidad de Purdue, siendo el primer jugador de dicha institución en llegar a jugar en la BAA o la NBA.

### Profesional
Fichó en 1946 por los New York Knicks de la BAA, logrando la primera victoria en la historia de la liga ante los Toronto Huskies, junto con sus compañeros Sonny Hertzberg, Stan Stutz, Leo Gottlieb, Ralph Kaplowitz, Hank Rosenstein y Ossie Schectman, autor de la primera canasta del campeonato. Weber anotó seis puntos en aquel histórico partido. Jugó sólo 7 partidos con los Knicks, en los que promedió 1,8 puntos, fichando posteriormente con los Providence Steamrollers, con los que acabó promediando 3,9 puntos por partido.

#### Estadísticas en la BAA

##### Temporada regular
| Temporada | Edad | Equipo                  | Liga | P  | TIT | MIN | TC  | TCA | %TC  | 3P | 3PA | %3P | TL  | TLA | %TL  | R.OF. | R.DEF. | REB | ASIS | ROB | TAP | PER | FP  | PTS |
| 1946-47   | 28   | TOTAL                   | BAA  | 50 |     |     | 1.2 | 4.0 | .292 |    |     |     | 1.1 | 1.6 | .696 |       |        |     | 0.1  |     |     |     | 2.2 | 3.5 |
| 1946-47   | 28   | New York Knicks         | BAA  | 11 |     |     | 0.6 | 2.2 | .292 |    |     |     | 0.5 | 0.7 | .750 |       |        |     | 0.1  |     |     |     | 1.8 | 1.8 |
| 1946-47   | 28   | Providence Steamrollers | BAA  | 39 |     |     | 1.3 | 4.6 | .292 |    |     |     | 1.3 | 1.8 | .690 |       |        |     | 0.1  |     |     |     | 2.3 | 3.9 |
| Total     |      |                         | BAA  | 50 |     |     | 1.2 | 4.0 | .292 |    |     |     | 1.1 | 1.6 | .696 |       |        |     | 0.1  |     |     |     | 2.2 | 3.5 |